# Pam Dawber
Pam Dawber est une actrice et productrice américaine née le 18 octobre 1951 à Détroit, Michigan (États-Unis). Depuis le 21 mars 1987, elle est l'épouse de l'acteur américain Mark Harmon. Ils ont eu ensemble deux fils : Sean Harmon, le 25 avril 1988 et Ty Harmon, le 25 juin 1992.

## Biographie
Pam Dawber est la fille de Thelma M. (née Fisher) et de Eugene E. Dawber. Elle a étudié à la North Farmington High School et au Oakland Community College. Elle a commencé sa carrière en tant que modèle de mode, chez Wilhelmina Models et a poursuivi en devenant actrice. De 1978 à 1982, elle a joué l'un des rôles titres de la sitcom de ABC Mork and Mindy : Mindy McConnell. Cette série a été très populaire lors de sa première saison. Dans les années 80, Pam Dawber a chanté dans l'opéra comique britannique The Pirates of Penzance composé par Arthur Sullivan sur un libretto de William S. Gilbert, et produit par la compagnie résidente du Civil Light Opera de Los Angeles.
Son rôle, Mabel, avait été joué par Linda Ronstadt dans l'étape new-yorkaise du show.

## Filmographie

### comme actrice
- 1978 : Un mariage (A Wedding) : Tracy Farrell
- 1978 à 1982 : Mork and Mindy (série télévisée) : Mindy McConnell
- 1980 : The Girl, the Gold Watch & Everything (TV) : Bonny Lee Beaumont
- 1981 : Sekai meisaku dôwa: Hakuchô no mizûmi : Princess Odette (voix)
- 1982 : The Mork & Mindy/Laverne & Shirley with the Fonz Show (série télévisée) : Mindy (voix)
- 1982 : Remembrance of Love (TV) : Marcy Rabin
- 1983 : À l'œil nu (Through Naked Eyes) (TV) : Anne Walsh
- 1984 : Last of the Great Survivors (TV) : Laura Matthews
- 1985 : This Wife for Hire (TV) : Marsha Harper
- 1985 : Wild Horses (TV) : Daryl Reese
- 1986 : American Geisha (TV) : Gillian Burke
- 1986 : Sam suffit (en) (My Sister Sam) (série télévisée) : Samantha « Sam » Russell
- 1988 : Quiet Victory: The Charlie Wedemeyer Story (TV) : Lucy Wedemeyer
- 1989 : Do You Know the Muffin Man? (TV) : Kendra Dollison
- 1990 : Le Visage du tueur (The Face of Fear) (TV) : Connie Weaver
- 1991 : Rewrite for Murder (TV)
- 1992 : Telemaniacs (Stay Tuned) : Helen Knable
- 1993 : Nick and Noel (TV) : Leslie (voix)
- 1993 : L'Homme aux trois femmes (TV) : Robyn
- 1994 : Web of Deception (TV) : Ellen Benesch
- 1994 : Un enfant en danger (A Child's Cry for Help) (TV) : Monica Shaw
- 1994 : The Bears Who Saved Christmas (TV) : Mom (voix)
- 1995 : Deux mamans sur la route (Trail of Tears) (TV) : Cheryl Harris
- 1996 : A Stranger to Love (TV) : Andie
- 1997 : Life... and Stuff (série télévisée) : Ronnie Boswell
- 1997 : Les 101 Dalmatiens, la série (série télévisée) : Perdy (voix)
- 1999 : Souvenirs d'avril (I'll Remember April) : Barbara Cooper
- 1999 : Une famille en sursis (Don't Look Behind You) (TV) : Liz Corrigan
- 2014 : The Crazy Ones (TV) : Lily (1 épisode)
- 2021 : NCIS : Enquêtes spéciales (TV) : Marcie Warren (journaliste - Saison 18 Épisode 11)

### comme productrice
- 1997 : Life... and Stuff (en) (série télévisée)